# Bodrog (flod)

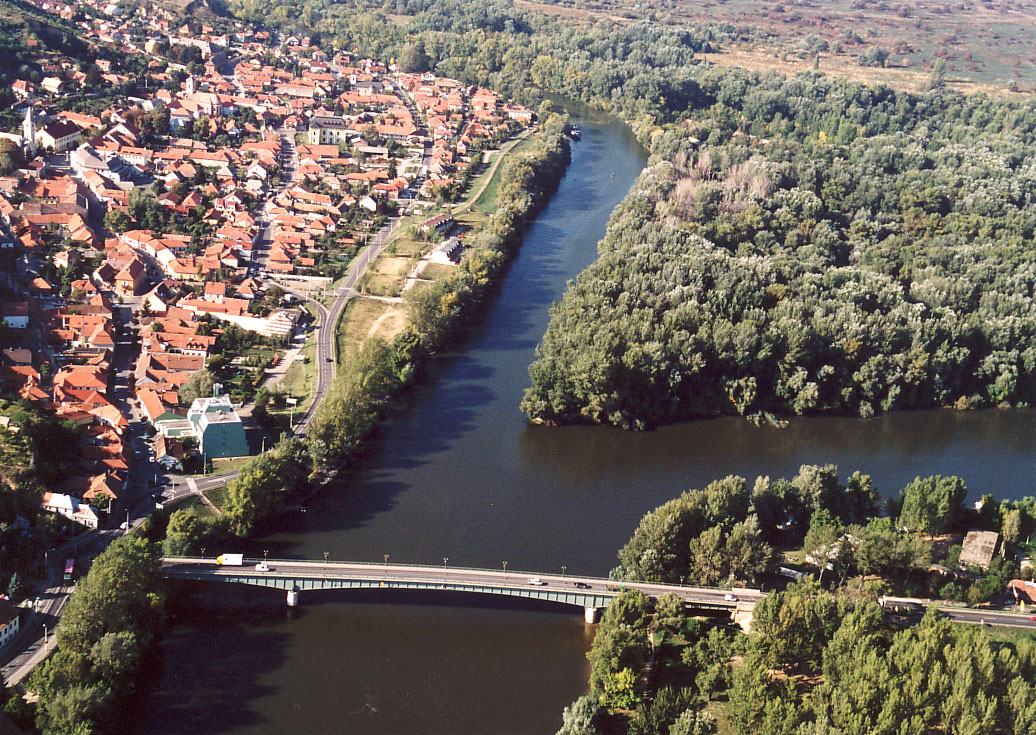
Bodrog möter Tisza i Tokaj.

Bodrog är en flod i östra Slovakien och nordöstra Ungern. Bodrog är ett biflöde till floden Tisza. Bodrog bildas av floderna Ondava och Latorica i närheten av Zemplin i östra Slovakien. Floden rinner igenom samhället Felsőberecki (nära Sátoraljaújhely) i Ungern, och fortsätter genom den ungerska provinsen Borsod-Abaúj-Zemplén tills den möter floden Tisza i Tokaj. En annan stad längs vägen är Sárospatak i Ungern.
Bodrog är 67 kilometer lång varav 15 kilometer finns i Slovakien och de resterande 52 finns i Ungern. Floden har även ett rikt fiskliv.